# Pausania di Atene
Pausania di Atene (in greco antico: Παυσανίας?, Pausanias; Atene, V secolo a.C. – Atene, V secolo a.C.) è stato un nobile ateniese.
Attivo intorno al 420 a.C. nella Grecia del V secolo a.C., apparteneva al demo Kerameis, era amante del poeta Agatone. Di lui si sa molto poco d'altro.

## Citazioni letterarie
Pausania è citato in numerosi testi greci antichi. Esso compare principalmente in due dialoghi di Platone: il Protagora e Il Simposio.
L'azione del Protagoras di Platone si svolge nel 432 a.C. Nel Protagora, Pausania e Agatone sono presenti fianco a fianco, presso il letto del sofista Prodico di Ceos. Agatone era allora un meirakion (classe d'età designante i giovani maschi tra i 14 e i 21 anni circa) ed è presentato come il paidika (amato) da Pausania. Si sa per altro che Agatone si attirò gli scherni del drammaturgo Aristofane che ne fece la caricatura nella sua commedia Le Tesmoforie, rappresentandolo sotto i tratti di un uomo effeminato che si traveste e pratica l'omosessualità passiva.
Il dialogo di Platone ove Pausania compare più a lungo è Il Simposio, la cui azione si sviluppa in 416 al momento di una vittoria di Agatone a un concorso drammatico organizzato per le Lenee.
Pausania fa parte degli intervenuti al dialogo, come Agatone. Al momento in cui avviene il dialogo, Pausania ha circa una cinquantina d'anni. Nel corso del dialogo, Pausania è il secondo, dopo Fedro, a pronunciare un discorso su Eros (dal 180c al 185c); egli vi distingue in particolare due Afrodite, una comune e l'altra celeste (180d-181a). Nel corso del suo intervento egli evoca gli amori sia bisessuali sia omosessuali, che provengono dall'Afrodite comune e fa più particolarmente l'elogio della pederastia che egli lega all'Afrodite celeste. Più avanti nel dialogo il drammaturgo Aristofane, che interviene anch'egli nel dialogo, fa un'allusione forse ironica ai due uomini.
Pausania è citato più brevemente in un altro dialogo socratico, Il Simposio di Senofonte (VIII, 32-34): Socrate vi critica l'elogio della pederastia greca fatto da Pausania.
In epoche successive Pausania è citato in I Deipnosofisti di Ateneo di Naucrati (al libro V) e in Varia Historia di Eliano (libro II).